# Certificat d'études d'arts plastiques
Pour les articles homonymes, voir Certificat d'études.
Le Certificat d'études d'arts plastiques (CEAP) est délivré par les écoles d'art françaises, à l'issue de la deuxième année, aux élèves ayant obtenu au minimum 8 unités de valeur. Il ne constitue pas un diplôme et n'est donc pas susceptible d'être homologué. II convient de préciser que les étudiants admis dans les écoles d'art doivent être titulaires du baccalauréat et avoir réussi le concours d'entrée. Cependant, à titre exceptionnel, certains non-bacheliers peuvent également être acceptés, sous condition de suivre des enseignements de rattrapage au cours de la première année. De plus, le passage en deuxième année est subordonné à la réussite d'un examen de fin de première année.
Le cursus des écoles d'art sous tutelle du ministère de la Culture mène les étudiants successivement au diplôme national d'arts plastiques (DNAP) après trois ans d'études, puis au diplôme national supérieur d'expression plastique (DNSEP), après 5 ans. Ces deux diplômes sont homologués respectivement aux niveaux III et II et obtenus après le passage d'examens.